# Joséphine
|  | Per a altres significats, vegeu «Joséphine (desambiguació)». |

Joséphine (originalment en francès Joséphine, ange gardien) és una sèrie de televisió francesa creada per Laurent Chouchan, Michel Lengliney i Philippe Niang. Joséphine Delamarre (interpretat per Mimie Mathy) és un àngel de la guarda que el cel envia a la terra. Amb la seva visió psicològica, la seva capacitat de persuasió i els seus poders màgics, aconsegueix ajudar les persones que tenen problemes. Apareix al començament de cada missió, i quan s'ha completat la missió, desapareix fent espetegar els dits.
Consta de 21 temporades i té 101 episodis. L'episodi número 100 va entretenir 4,14 milions d'espectadors i va comptar amb l'aparició especial de Michèle Bernier i Isabelle de Botton; el darrer episodi es va emetre el 27 de desembre de 2021.
Es van rodar dos capítols amb personatges de la sèrie Camping Paradis: el primer, "Trois campeurs et un mariage", es va emetre el 12 de març de 2018; el segon, "Un ange gardien au camping" es va emetre el 10 de setembre de 2018.
S'emet des del 15 de desembre de 1997 a França a TF1, a Bèlgica a La Une (RTBF), a Suïssa a RTS 1, a Catalunya a TV3, a Itàlia a LA7 i al Quebec des del 8 de març de 2002 a Séries Plus. Des del 31 d'agost de 2016, s'ha reemès a TFX (abans NT1) per a episodis antics.
La protagonista, Mimie Mathy, ha rebut el 7 d'or a l'actriu preferida en una sèrie de ficció tres vegades, el 1998, 2000 i 2003. El 2003, la sèrie també va rebre el 7 d'or a la sèrie de televisió preferida.

## Repartiment
- Mimie Mathy interpreta Joséphine Delamarre, un àngel de la guarda. Li encanta riure i fer broma i la seva feina és protegir les persones que té al seu càrrec (persones que necessiten suport).
- Karin Swenson: Annabelle (11 episodis, 1998-2012)
- Jean Dell: Auguste (6 episodis, 1999-2017)
- Guy Amram: Franck (6 episodis, 2004-2014)
- Thierry Heckendorn: André (4 episodis, 2003-2018)
- Gabrielle Forest: Directora de l'Escola Suïssa (4 episodis, 1999-2019)
- Pierre Deny: Étienne (4 episodis, 1999-2021)

A partir de la vintena temporada també arriba un nou personatge: Gabriel, un aspirant a àngel de la guarda que col·labora amb Joséphine. El personatge, presentat durant la 7a temporada (interpretat per Gabriel Le Normand a l'episodi 20 "Le Stagiaire"), torna a partir de la 20a com a personatge fix (interpretat per Gary Mihaileanu) a l'episodi 86 "Le Mystère des pierres qui chantent".
En alguns episodis, Josephine no treballa sola i és recolzada per altres àngels:
- Dr. Monnier (Fred Bianconi),[9] que resulta ser un àngel enviat a la terra per recuperar Josephine, el cos de la qual s'està consumint perquè es va enamorar del seu client a l'episodi 10 "Pour l'amour d'un ange".
- Mathias (Thierry Heckendorn), un arcàngel de primera classe a l'episodi 41 "Les deux font la paire".[10]
- Ismaël (Omar Meftah), àngel en pràctiques a l'episodi 90 "1998-2018 Retour vers le futur" i al 95 "Disparition au lycée".
- Rosine i Ludivine (Mimie Mathy), dues de les companyes àngels de Joséphine a l'episodi 96 "Trois anges en valent mieux qu'un".

Al llarg de les temporades, múltiples actors i actrius han aparegut a la sèrie de televisió: Brigitte Fossey, Valeria Cavalli, Élodie Fontan, Émilie Caen, Laurent Spielvogel, Bertrand Lacy, etc.

## Temporades
Temporada 1 - Pilot
| Episodi | Títol                   | Guió           | Direcció        | Data d'emissió original | Espectadors (milions) |
| ------- | ----------------------- | -------------- | --------------- | ----------------------- | --------------------- |
| 1       | «Le Miroir aux enfants» | Philippe Niang | Dominique Baron | 15 de desembre de 1997  | 6,98                  |

Temporada 2
| Episodi | Títol             | Guió             | Direcció        | Data d'emissió original | Espectadors (milions) |
| ------- | ----------------- | ---------------- | --------------- | ----------------------- | --------------------- |
| 2       | «L'Enfant oublié» | Nathalie Alquier | Alain Bonnot    | 26 de gener de 1998     | 7,45                  |
| 3       | «Le Tableau noir» | Marie-Luce David | Laurent Dussaux | 7 de desembre de 1998   | 8,22                  |

Temporada 3
| Episodi | Títol                | Guió                                 | Direcció         | Data d'emissió original | Espectadors (milions) |
| ------- | -------------------- | ------------------------------------ | ---------------- | ----------------------- | --------------------- |
| 4       | «La Part du doute»   | Éric Taraud                          | Dominique Baron  | 25 de gener de 1999     | 7,49                  |
| 5       | «Une mauvaise passe» | Christine Miller i Pierre Joassin    | Pierre Joassin   | 14 de juny de 1999      | 7,80                  |
| 6       | «Une nouvelle vie»   | Éric Taraud                          | Philippe Monnier | 30 d'agost de 1999      | 6,65                  |
| 7       | «Une santé d'enfer»  | Marie-Hélène Saller i Hélène Woillot | Henri Helman     | 8 de novembre de 1999   | 7,08                  |

Temporada 4
| Episodi | Títol                      | Guió                                  | Direcció         | Data d'emissió original | Espectadors (milions) |
| ------- | -------------------------- | ------------------------------------- | ---------------- | ----------------------- | --------------------- |
| 8       | «Une famille pour Noël»    | Jean-Luc Seigle                       | Nicolas Cuche    | 26 de febrer de 2000    | 7,82                  |
| 9       | «Le Combat de l'ange»      | Chantal Renaud                        | Laurence Katrian | 8 de maig de 2000       | 7,31                  |
| 10      | «Des Cultures différentes» | Françoise Pasquini i Jean-Paul Demure | Philippe Monnier | 9 d'octubre de 2000     | 6,87                  |
| 11      | «Pour l'amour d'un ange»   | Lorraine Lévy                         | Denis Malleval   | 4 de desembre de 2000   | 6,34                  |

Temporada 5
| Episodi | Títol                      | Guió                                                                 | Direcció        | Data d'emissió original | Espectadors (milions) |
| ------- | -------------------------- | -------------------------------------------------------------------- | --------------- | ----------------------- | --------------------- |
| 12      | «Romain et Jamila»         | Marie-Hélène Saller i Hélène Woillot                                 | Jacob Berger    | 12 de febrer de 2001    | 6,25                  |
| 13      | «La Tête dans les étoiles» | Lorraine Levy, Didier Lacoste, Françoise Pasquini i Jean-Paul Demure | Denis Malleval  | 14 d'abril de 2001      | 5,97                  |
| 14      | «La Fautive»               | Isabelle de Botton i Sophie Deschamps                                | Laurent Dussaux | 1 d'octubre de 2001     | 5,48                  |
| 15      | «La Comédie du bonheur»    | Nicolas Cuche i Eric Taraud                                          | Dominique Baron | 5 de novembre de 2001   | 6,26                  |

Temporada 6
| Episodi | Títol                                 | Guió                                  | Direcció        | Data d'emissió original | Espectadors (milions) |
| ------- | ------------------------------------- | ------------------------------------- | --------------- | ----------------------- | --------------------- |
| 16      | «La Vérité en face»                   | Lorraine Lévy i Didier Lacoste        | André Chandelle | 11 de març de 2002      | 6,82                  |
| 17      | «Paillettes, claquettes et champagne» | Nicolas Cuche i Eric Taraud           | Nicolas Cuche   | 15 d'abril de 2002      | 5,75                  |
| 18      | «La Plus Haute Marche»                | Nicole Jamet i Marie-Anne Le Pezennec | David Delrieux  | 14 d'octubre de 2002    | 7,40                  |
| 19      | «Nadia»                               | Isabelle de Botton i Sophie Deschamps | Laurent Dussaux | 25 de novembre de 2002  | 7,89                  |

Temporada 7
| Episodi | Títol                 | Guió                                 | Direcció         | Data d'emissió original | Espectadors (milions) |
| ------- | --------------------- | ------------------------------------ | ---------------- | ----------------------- | --------------------- |
| 20      | «Le Stagiaire»        | Virginie Boda                        | Stéphane Kurc    | 20 de gener de 2003     | 9,47                  |
| 21      | «Le Compteur à zéro»  | Laurence Dubos i Quentin Lemaire     | Henri Helman     | 17 de març de 2003      | 8,88                  |
| 22      | «Belle à tout prix»   | Nicolas Cuche i Eric Taraud          | Patrick Malakian | 5 d'octubre de 2003     | 9,03                  |
| 23      | «Sens dessus dessous» | Marie-Hélène Saller i Hélène Woillot | David Delrieux   | 27 d'octubre de 2003    | 9,85                  |

Temporada 8
| Episodi | Títol                     | Guió                                  | Direcció         | Data d'emissió original | Espectadors (milions) |
| ------- | ------------------------- | ------------------------------------- | ---------------- | ----------------------- | --------------------- |
| 24      | «Un frère pour Ben»       | Nicole Jamet i Marie-Anne Le Pezennec | Philippe Venault | 26 de gener de 2004     | 10,12                 |
| 25      | «Tous en chœur»           | Thierry Beauvert                      | Patrick Malakian | 15 de març de 2004      | 8,39                  |
| 26      | «Enfin des vacances !...» | Virginie Boda i Nathalie Mars         | Henri Helman     | 27 de setembre de 2004  | 8,94                  |
| 27      | «Sauver Princesse»        | Anita Rees i Rémy Tarrier             | Philippe Monnier | 25 d'octubre de 2004    | 9,97                  |

Temporada 9
| Episodi | Títol                              | Guió                                 | Direcció         | Data d'emissió original | Espectadors (milions) |
| ------- | ---------------------------------- | ------------------------------------ | ---------------- | ----------------------- | --------------------- |
| 28      | «Robe noire pour un ange»          | Florence Philipponnat                | David Delrieux   | 10 de gener de 2005     | 7,99                  |
| 29      | «Trouvez-moi le prince charmant !» | David Lang i Lionel Cherki           | Sylvie Ayme      | 28 de febrer de 2005    | 8,80                  |
| 30      | «Le Secret de Julien»              | Hélène Woillot i Marie-Hélène Saller | Jean-Marc Seban  | 28 d'agost de 2005      | 8,03                  |
| 31      | «Noble cause»                      | Anita Rees                           | Philippe Monnier | 31 d'octubre de 2005    | 7,12                  |

Temporada 10
| Episodi | Títol                    | Guió                  | Direcció         | Data d'emissió original | Espectadors (milions) |
| ------- | ------------------------ | --------------------- | ---------------- | ----------------------- | --------------------- |
| 32      | «La Couleur de l'amour»  | Florence Philipponnat | Laurent Lévy     | 20 de febrer de 2006    | 8,07                  |
| 33      | «De toute urgence !»     | Gioacchino Campanella | Vincent Monnet   | 10 d'abril de 2006      | 7,84                  |
| 34      | «Un passé pour l'avenir» | Marie-Hélène Saller   | Philippe Monnier | 29 de maig de 2006      | 8,84                  |
| 35      | «Coupée du monde»        | Hélène Woillot        | Vincent Monnet   | 9 d'octubre de 2006     | 8,34                  |
| 36      | «Remue-ménage»           | Gilles Vernet         | Laurent Lévy     | 4 de desembre de 2006   | 9,36                  |
| 37      | «L'Ange des casernes»    | Anita Rees            | Luc Goldenberg   | 5 de març de 2007       | 11,15                 |

Temporada 11
| Episodi | Títol                     | Guió                       | Direcció          | Data d'emissió original | Espectadors (milions) |
| ------- | ------------------------- | -------------------------- | ----------------- | ----------------------- | --------------------- |
| 38      | «Ticket gagnant»          | Emmanuelle Choppin         | Pascal Heylbroeck | 27 d'agost de 2007      | 8,67                  |
| 39      | «Profession menteur»      | Florence Philipponnat      | Sylvie Ayme       | 5 de novembre de 2007   | 9,23                  |
| 40      | «Paris-Broadway»          | David Lang i Lionel Cherki | Patrick Malakian  | 18 de febrer de 2008    | 8,56                  |
| 41      | «Les deux font la paire»  | Marie-Hélène Saller        | Laurent Lévy      | 31 de març de 2008      | 7,26                  |
| 42      | «Le secret des templiers» | Éric Taraud                | Philippe Monnier  | 21 d'abril de 2008      | 7,68                  |
| 43      | «Sur les traces de Yen»   | Hélène Woillot             | Patrick Malakian  | 25 d'agost de 2008      | 7,93                  |

Temporada 12
| Episodi | Títol                             | Guió                           | Direcció           | Data d'emissió original | Espectadors (milions) |
| ------- | --------------------------------- | ------------------------------ | ------------------ | ----------------------- | --------------------- |
| 44      | «Le Festin d'Alain»               | Emmanuelle Choppin             | Philippe Monnier   | 29 de setembre de 2008  | 7,15                  |
| 45      | «Au feu la famille !»             | Marie Du Roy i Pierre Monjanel | Henri Helman       | 27 d'octubre de 2008    | 7,93                  |
| 46      | «Police blues»                    | Anita Rees                     | Michel Hassan      | 9 de febrer de 2009     | 7,70                  |
| 47      | «Les Braves»                      | Emmanuelle Chopin              | Jean-Marc Seban    | 6 d'abril de 2009       | 8,12                  |
| 48      | «Les Majorettes»                  | Emmanuelle Chopin              | Philippe Monnier   | 5 d'octubre de 2009     | 7,33                  |
| 49      | «Le Frère que je n'ai pas eu»     | Marie Du Roy i Pierre Monjanel | Pascal Heylbroeck  | 2 de novembre de 2009   | 7,84                  |
| 50      | «Joséphine fait de la résistance» | David Lang i Lionel Cherki     | Jean-Marc Seban    | 8 de febrer de 2010     | 8,47                  |
| 51      | «L'Homme invisible»               | Emmanuelle Choppin             | Jean-Marc Seban    | 5 d'abril de 2010       | 6,75                  |
| 52      | «Ennemis jurés»                   | Hélène Woillot                 | Christophe Barbier | 10 de maig de 2010      | 7,84                  |
| 53      | «Marie-Antoinette»                | Nelly Alard                    | Philippe Monnier   | 20 de setembre de 2010  | 5,82                  |
| 54      | «Chasse aux fantômes»             | David Lang i Lionel Cherki     | Jean-Marc Seban    | 25 d'octubre de 2010    | 8,26                  |
| 55      | «Un bébé tombé du ciel»           | Marie Du Roy i Pierre Monjanel | Pascal Heylbroeck  | 21 de febrer de 2011    | 8,18                  |
| 56      | «Tout pour la musique»            | David Lang i Lionel Cherki     | Jean-Marc Seban    | 11 d'abril de 2011      | 7,12                  |

Temporada 13
| Episodi | Títol                      | Guió                               | Direcció          | Data d'emissió original | Espectadors (milions) |
| ------- | -------------------------- | ---------------------------------- | ----------------- | ----------------------- | --------------------- |
| 57      | «Un petit coin de paradis» | Emmanuelle Choppin                 | Pascal Heylbroeck | 29 d'agost de 2011      | 6,32                  |
| 58      | «Liouba»                   | Emmanuelle Choppin                 | Philippe Monnier  | 31 d'octubre de 2011    | 6,62                  |
| 59      | «Suivez le guide»          | Marie Luce David i Ivan Piettre    | Pascal Heylbroeck | 13 de febrer de 2012    | 7,02                  |
| 60      | «Une prof»                 | Emmanuelle Choppin                 | Patrick Volson    | 9 d'abril de 2012       | 7,26                  |
| 61      | «Un monde de douceur»      | Marie-Hélène Saller i Ivan Piettre | Pascal Heylbroeck | 27 d'agost de 2012      | 5,48                  |
| 62      | «Yasmina»                  | David Lang i Lionel Cherki         | Sylvie Ayme       | 1 d'octubre de 2012     | 4,88                  |

Temporada 14
| Episodi | Títol               | Guió                            | Direcció          | Data d'emissió original | Espectadors (milions) |
| ------- | ------------------- | ------------------------------- | ----------------- | ----------------------- | --------------------- |
| 63      | «Le Cirque Borelli» | David Lang i Lionel Cherki      | Jean-Marc Seban   | 25 de febrer de 2013    | 6,89                  |
| 64      | «En roue libre»     | Florence Philipponnat           | Philippe Proteau  | 22 d'abril de 2013      | 6,88                  |
| 65      | «Pour la vie»       | Marie-Luce David i Ivan Piettre | Pascal Heylbroeck | 3 de juny de 2013       | 5,90                  |
| 66      | «De père en fille»  | Marie Du Roy                    | Jean-Marc Seban   | 30 de setembre de 2013  | 5,10                  |
| 67      | «Les Anges»         | Marie-Luce David i Ivan Piettre | Pascal Heylbroeck | 21 d'octubre de 2013    | 6,98                  |
| 68      | «Restons zen»       | David Lang i Lionel Cherki      | Jean-Marc Seban   | 17 de febrer de 2014    | 5,55                  |
| 69      | «Tango»             | Emmanuelle Choppin              | Philippe Proteau  | 24 de febrer de 2014    | 5,81                  |
| 70      | «Double foyer»      | Florence Philipponnat           | Pascal Heylbroeck | 10 de març de 2014      | 6,40                  |

Temporada 15
| Episodi | Títol                    | Guió                                | Direcció           | Data d'emissió original | Espectadors (milions) |
| ------- | ------------------------ | ----------------------------------- | ------------------ | ----------------------- | --------------------- |
| 71      | «Le sourire de la momie» | David Lang i Lionel Cherki          | Jean-Marc Seban    | 27 d'octubre de 2014    | 6,14                  |
| 72      | «Les Boloss»             | Manon Dillys i Sébastien Le Délézir | Philippe Proteau   | 3 de novembre de 2014   | 6,04                  |
| 73      | «Légendes d'Armor»       | Marie Lefebvre i Thomas Perrier     | Christophe Barbier | 2 de febrer de 2015     | 6,06                  |
| 74      | «Tous au zoo»            | Marie-Luce David i Ivan Piettre     | Stéphane Kopecky   | 9 de febrer de 2015     | 6,31                  |

Temporada 16
| Episodi | Títol                         | Guió                                                       | Direcció          | Data d'emissió original | Espectadors (milions) |
| ------- | ----------------------------- | ---------------------------------------------------------- | ----------------- | ----------------------- | --------------------- |
| 75      | «Belle mère, belle fille»     | Guila Braoudé i Vincent Robert                             | Jean-Marc Seban   | 2 de novembre de 2015   | 4,72                  |
| 76      | «Papa est un chippendale»     | Alice Chegaray-Breugnot i Pascale Méméry                   | Pascal Heylbroeck | 12 d'octubre de 2015    | 5,13                  |
| 77      | «Dans la tête d'Antoine»      | Eric Eider i Ivan Piettre                                  | Stephan Kopecky   | 14 de desembre de 2015  | 4,95                  |
| 78      | «Carpe Diem»                  | France Corbet i Maïa Muller                                | Emmanuel Rigaut   | 4 de gener de 2016      | 5,28                  |
| 79      | «Je ne vous oublierai jamais» | Emmanuel Patron, Armelle Patron, Eric Eider i Ivan Piettre | Stéphane Kopecky  | 25 d'abril de 2016      | 4,90                  |

Temporada 17
| Episodi | Títol                     | Guió                                                                     | Direcció         | Data d'emissió original | Espectadors (milions) |
| ------- | ------------------------- | ------------------------------------------------------------------------ | ---------------- | ----------------------- | --------------------- |
| 80      | «Le secret de Gabrielle»  | France Corbet i Maïa Muller                                              | Stéphane Kopecky | 23 d'agost de 2016      | 5,55                  |
| 81      | «Enfants, mode d'emploi»  | Cécile Leclere i Cécile Lugiez                                           | Denis Thybaud    | 26 d'octubre de 2016    | 4,52                  |
| 82      | «La parenthèse enchantée» | Stéphanie Tchou Cotta, Ivan Piettre, Éric Eider i Sylvie Coquart         | Philippe Proteau | 10 d'abril de 2017      | 5,53                  |
| 83      | «Sur le cœur»             | Sylvie Audcoeur, Mirabelle Kirkland, Manon Dillys i Sébastien Le Délézir | Stéphane Kopecky | 3 d'abril de 2017       | 5,31                  |
| 84      | «T'es ki toi ?»           | Guila Braoudé i Vincent Robert                                           | Thierry Petit    | 29 d'agost de 2017      | 4,33                  |

Temporada 18
| Episodi | Títol                                 | Guió                                               | Direcció         | Data d'emissió original | Espectadors (milions) |
| ------- | ------------------------------------- | -------------------------------------------------- | ---------------- | ----------------------- | --------------------- |
| 85      | «La femme aux gardénias»              | France Corbet, Maïa Muller i Gioacchino Campanella | Stephan Kopecky  | 16 d'octubre de 2017    | 4,78                  |
| 86      | «Le mystère des pierres qui chantent» | Gaëlle Baron, Aude Marcle i Julie Sellier          | Thierry Petit    | 23 d'octubre de 2017    | 5,25                  |
| 87      | «Un pour tous»                        | Marie-Luce David i Gioacchino Campanella           | Thierry Petit    | 26 de febrer de 2018    | 4,98                  |
| 88      | «Trois campeurs et un mariage»        | France Corbet i Maia Muller                        | Philippe Proteau | 12 de març de 2018      | 6,52                  |

Temporada 19
| Episodi | Títol                                 | Guió                                                | Direcció         | Data d'emissió original | Espectadors (milions) |
| ------- | ------------------------------------- | --------------------------------------------------- | ---------------- | ----------------------- | --------------------- |
| 89      | «Graines de chef»                     | Marie-Luce David i Mathieu Gleizes                  | Denis Thybaud    | 22 d'octubre de 2018    | 4,23                  |
| 90      | «1998-2018, Retour vers le futur»     | France Corbet                                       | Stephan Kopecky  | 12 de novembre de 2018  | 3,74                  |
| 91      | «Un Noël recomposé»                   | Marie Vinoy, Thomas Perrier i Gioacchino Campanella | Philippe Proteau | 18 de desembre de 2018  | 3,88                  |
| 92      | «L'incroyable destin de Rose Clifton» | Aurélie Bargème i Virginie Parietti                 | Stephan Kopecky  | 8 d'abril de 2019       | 4,48                  |
| 93      | «Enfin libres !»                      | Maia Muller                                         | Thierry Petit    | 26 d'agost de 2019      | 3,4                   |

Temporada 20
| Episodi | Títol                              | Guió                                                  | Direcció           | Data d'emissió original | Espectadors (milions) |
| ------- | ---------------------------------- | ----------------------------------------------------- | ------------------ | ----------------------- | --------------------- |
| 94      | «L'esprit d'Halloween»             | Alexandra Echkenazi, France Corbet i Thomas Perrier   | Christophe Barraud | 28 d'octubre de 2019    | 3,2                   |
| 95      | «Disparition au lycée»             | Florence Combaluzier i Jean Marc Dobel                | Stephan Kopecky    | 19 d'octubre de 2020    | 3,8                   |
| 96      | «Trois anges valent mieux qu’un !» | France Corbet, Thomas Perrier i Gioacchino Campanella | Philippe Proteau   | 26 d'octubre de 2020    | 3,3                   |
| 97      | «Mon fils de la lune»              | Alexandra Echkenazi i Thomas Perrier                  | Stephan Kopecky    | 28 de desembre de 2020  | 4,5                   |
| 98      | «Haute couture»                    | Christine Rouxel i Alysse Hallali                     | Nicolas Herdt      | 13 de setembre de 2021  | 2,8                   |

Temporada 21
| Episodi | Títol                          | Guió                                                   | Direcció           | Data d'emissió original | Espectadors (milions) |
| ------- | ------------------------------ | ------------------------------------------------------ | ------------------ | ----------------------- | --------------------- |
| 99      | «Les Perchés»                  | Alysse Hallali, Marjorie Bosch et Thomas Perrier       | Jérôme Navarro     | 13 de juliol de 2021    | 3,5                   |
| 100     | «Ma petite-fille, ma bataille» | Alexandra Echkenazi, Thomas Perrier i Laurent Chouchan | Christophe Barraud | 20 de desembre de 2021  | 4,2                   |
| 101     | «Les patins de l'espoir»       | Caroline Franc, Florian Spitzer i Laurent Chouchan     | Nicolas Herdt      | 27 de desembre de 2021  | 4,9                   |

## Antecedents
El 19 de gener de 1994, France 2 va emetre el telefilm Une nounou pas comme les autres, dirigit per Éric Civanyan i el guió de la qual va ser coescrit per Laurent Chouchan i Mimie Mathy. L'actriu encarnava Julie Toronto, la mainadera, amb Thierry Heckendorn, Micheline Dax, Renan Mazéas i Lucile Boulanger al seu costat. La ficció va ser un èxit i va superar en audiència el programa d'entreteniment de TF1 Sacrée Soirée en reunir 12,8 milions d'espectadors, aconseguint el 52,7% de les audiències. El 12 d'abril de 1995, la seqüela Une nana pas comme les autres, del mateix director, amb guió de Laurent Chouchan i amb el mateix repartiment principal, també va ser la primera amb 11,8 milions d'espectadors, el 52% de l'audiència.
Tot i que aquests dos telefilms van ser èxits per a France 2, la cadena no va tenir la cortesia de felicitar l'actriu, mentre que TF1 li va enviar flors. Gràcies a aquests èxits d'audiència i a la major popularitat de l'actriu, TF1 va crear l'any 1997 la sèrie Joséphine (llavors anomenada Joséphine, profession ange gardien) amb Mimie Mathy en el paper principal de Joséphine Delamarre. El primer episodi "Le Miroir aux enfants", dirigit per Dominique Baron, es va emetre a TF1 el 15 de desembre de 1997 i va atreure 6,9 milions d'espectadors, o un 28,4% de quota d'audiència.